# Keith Kupferer
Keith Kupferer (Chicago, Illinois) es un actor de cine estadounidense. Su actuación en la película Ghostlight, le valió una nominación en los Premios de la Sociedad Internacional de Cinéfilos 2025 a mejor actor.

## Biografía
La guionista de la película Kelly O'Sullivan escribió el papel de Dan para Keith Kupferer, con quien había trabajado anteriormente; Kupferer sugirió a su hija Katherine para el papel de Daisy, que se presentó a la audición y consiguió el papel; poco después, la esposa de Kupferer, Tara Mallen, fue elegida para el papel de Sharon.

## Filmografía

### Cine
- Road to Perdition (2002)
- Stranger Than Fiction (2006)
- Dirty Work (2006)
- Fred Claus (2007)
- The Merry Gentleman (2008)
- Meet the Browns (2008)
- Batman: el caballero de la noche (2008)
- The Express (2008)
- Public Enemies (2009)
- The Dilemma (2011)
- Open Tables (2015)
- Resurrecting McGinn(s) (2016)
- Surprise Me! (2017)
- Princess Cyd (2017)
- Not a Stranger (2018)
- When Jeff Tried to Save the World (2018)
- Viudas (2018)
- Monuments (2020)
- Our Father (2021)
- Luz fantasma (2024)

### Televisión
- Early Edition (1999): 2 episodios
- Prison Break (2005): 1 episodio
- The Beast (2009): 1 episodio
- Detroit 1-8-7 (2010): 1 episodio
- Betrayal (2013): 1 episodio
- Crisis (2014): 1 episodio
- The Secret Santa (2014)
- Better Call Saul (2015): 1 episodio
- Empire (2016): 1 episodio
- Shameless (2016): 1 episodio
- Proven Innocent (2019): 1 episodio
- The Chi (2019): 1 episodio
- Chicago P.D. (2016-2020): 3 episodios
- The Big Leap (2021): 1 episodio
- South Side (2019-2021): 2 episodio
- Discover Indie Film (2022): 1 episodio
- The Bear (2024): 1 episodio
- Emperor of Ocean Park (2024): 6 episodios
- Chicago Fire (2013-2024): 3 episodios